# بی (کنتاکی)
بی (به انگلیسی: Bee) یک منطقهٔ مسکونی در ایالات متحده آمریکا است که در شهرستان هارت، کنتاکی واقع شده‌است. بی ۲۵۷٫۸۶ متر بالاتر از سطح دریا واقع شده‌است.